# Koza Mostra
«Koza Mostra» — греческая музыкальная группа.
Греческая группа «Koza Mostra» исполняет музыку в стиле "фолк".
В греческую группу включает в себя шесть участников.
В 2013 году группа «Koza Mostra» совместно с певцом Агафоносом Яковидисом, стала представителем Греции на известном музыкальном конкурсе Евровидение 2013, проходившем в шведском городе Мальмё
Они заняли 6 место с песней«Alcohol Is Free».
Их первый альбом Keep up the Rhythm (youtube), выпущенный в 2013 году, получил тройную платиновую сертификацию от авторитета греческой музыкальной индустрии IFPI.
В конце 2017 года вышел второй альбом под названием Corrida.
В состав группы входят участники:
- Элиас Козас (вокал)
- Алексис Архонтис (барабаны)
- Стелиос Сиомос (гитара)
- Димитрис Христонис (бас-гитара)
- Христос Каледзопулос (аккордеон)
- Василис Налбантис (труба)